# Ballbreaker
Ballbreaker es el decimotercer álbum de estudio de la banda australiana de hard rock AC/DC lanzado en 1995. Fue el primer álbum de estudio en cinco años desde The Razors Edge (1990). El álbum representa también el retorno del baterista inicial Phil Rudd, quien había dejado la banda en 1983.
El álbum alcanzó los puestos 4.º en Estados Unidos y 6.º en el Reino Unido.

## Lista de canciones
Todas las canciones compuestas por A. Young y M. Young.
1. "Hard As A Rock" - 4:32
2. "Cover You in Oil" – 4:33
3. "The Furor" – 4:11
4. "Boogie Man" – 4:10
5. "The Honey Roll" – 5:36
6. "Burnin' Alive" – 5:06
7. "Hail Caesar" – 5:15
8. "Love Bomb" – 3:15
9. "Caught With Your Pants Down" – 4:15
10. "Whiskey on the Rocks" – 4:36
11. "Ballbreaker" – 4:33

- Existe una grabación llamada "Caesar Salad" la cual es una pista durante la grabación del Ballbreaker e incluye una canción llamada "She's my babe" - 3:37 del mismo estilo que Messin with the kid, del álbum Flick of the Switch. Nunca ha sido incluida en ningún single o álbum.

## Sencillos

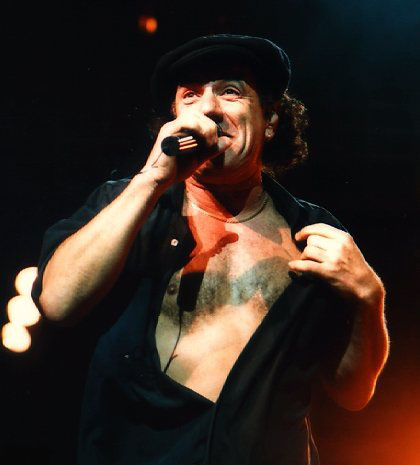
Brian Johnson cantando durante el Ballbreaker World Tour (1996)

- "Hard as a Rock"
- "Cover You in Oil"
- "Hail Caesar"

## Posición en las listas
| Año  | Chart                        | Posición |
| ---- | ---------------------------- | -------- |
| 1995 | Australian ARIA Albums Chart | 1        |
| 1995 | Billboard 200                | 4        |
| 1995 | UK Albums Chart              | 6        |

## Certificación
| País           | Ventas    | Certificación |
| -------------- | --------- | ------------- |
| Estados Unidos | 2 000 000 | 2x Platino    |
| Finlandia      | 38 732    | Oro           |

## Miembros
- Brian Johnson – vocalista
- Angus Young – guitarra solista
- Malcolm Young – guitarra rítmica, coros
- Cliff Williams – bajo, coros
- Phil Rudd – batería
- Rick Rubin – productor